# Bobby Simpson (basket-ball)
Pour les articles homonymes, voir Robert Simpson et Simpson.
Robert Lee « Bobby » Simpson, né le 20 avril 1930, à Windsor, au Canada et décédé le 28 novembre 2007, à Ottawa, au Canada, est un ancien joueur canadien de basket-ball et de football canadien.

## Carrière
Au football canadien, il a joué 13 saisons pour les Rough Riders d'Ottawa de la IRFU, a été choisi sur l'équipe d'étoiles à sept reprises et a remporté deux fois la coupe Grey. Il a été élu au Temple de la renommée du football canadien en 1976.
Au basket-ball, il a fait partie de l'équipe canadienne aux Jeux olympiques d'été de 1952.